# Especiais Mensais do TNA+

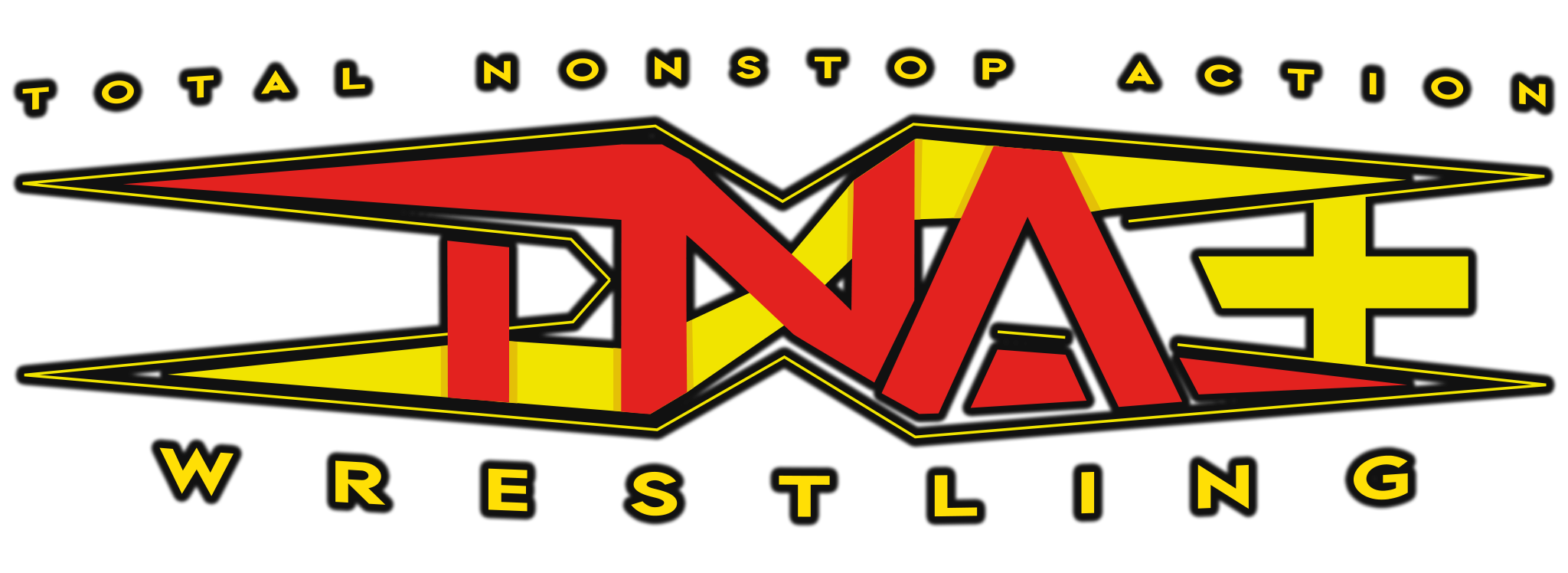
Logo TNA+

Especiais Mensais TNA+ são uma série de eventos ao vivo de luta profissional realizados pela Total Nonstop Action Wrestling e vistos exclusivamente em seu serviço de streaming, TNA+.
Em 28 de abril de 2019, durante Rebellion, a Impact anunciou o lançamento do Impact Plus, que substituiu seu serviço de streaming anterior, a Global Wrestling Network (GWN). O Impact Plus apresentaria sua própria série de especiais mensais, que por sua vez sucederam a série anterior de eventos One Night Only que foram gravados principalmente para pay-per-view e, posteriormente, GWN. Ao contrário desses eventos, os especiais do Impact Plus são transmitidos ao vivo no serviço e estão conectados aos ângulos da série de televisão semanal do Impact, levando aos principais eventos pay-per-view da empresa.
A partir de 2021, os especiais mensais também foram disponibilizados no YouTube por meio do programa de associação "Impact Wrestling Insiders", lançado em 3 de agosto de 2021.

## Eventos passados

### 2024
| Evento       | Data                    | Localização              | Local                    | Evento principal |
| ------------ | ----------------------- | ------------------------ | ------------------------ | --- |
| No Surrender | 23 de fevereiro de 2024 | Westwego, Luisiana       | Alario Center            | Moose (c) vs. Alex Shelley em uma luta No Surrender Rules pelo Campeonato Mundial da TNA                                        |
| Sacrifice    | 8 de março de 2024      | Windsor, Ontário, Canadá | St. Clair College        | Moose (c) vs. Eric Young pelo Campeonato Mundial da TNA                                                                         |
| Under Siege  | 3 de maio de 2024       | Albany, Nova York        | Washington Avenue Armory | The System (Moose, Brian Myers e Eddie Edwards) derrotaram "Broken" Matt Hardy e Speedball Mountain (Trent Seven e Mike Bailey) |

## Próximos eventos
| Evento           | Data                | Localização      | Local          | Evento principal                                                 |
| ---------------- | ------------------- | ---------------- | -------------- | ---------------------------------------------------------------- |
| Against All Odds | 14 de junho de 2024 | Cicero, Illinois | Cicero Stadium | Moose (c) vs. "Broken" Matt Hardy pelo Campeonato Mundial da TNA |